# Suhajl al-Hasan
Suhajl al-Hasan (ur. 10 czerwca 1970 w Dżabli) – syryjski wojskowy, generał-major Sił Zbrojnych Syrii, dowódca jednostki „Siły Tygrysa” (stąd Tygrysem nazywany jest także sam generał Hasan). 

## Życiorys
Urodził się w 1970 w Dżabli w prowincji Latakia w alawickiej rodzinie. W 1991 ukończył Akademię Wojskową w Hims w stopniu porucznika, po czym rozpoczął służbę w jednostce specjalnej syryjskich sił powietrznych, biorąc następnie udział w szkoleniu i rozbudowie syryjskich oddziałów wojsk spadochronowych. W latach 2005–2006 służył w oddziale Wywiadu Sił Powietrznych w Damaszku, zwalczając syryjskie siatki Al-Ka’idy. Od 2011 służył w syryjskich wojskach specjalnych.
Żonaty, ma jednego syna.

### Wojna w Syrii
Po wybuchu wojny w Syrii pułkownik Hasan dowodził oddziałami walczącymi po stronie rządowej w obronie regionu Latakii przed oddziałami dżihadystów Dżabhat an-Nusra. Następnie przez pewien czas przebywał w Hamie. W sierpniu 2013 odbił z rąk islamistów z formacji Ahrar asz-Szam miasto Ariha. Jesienią 2013 powierzono mu zadanie sformowania nowej jednostki przeznaczonej do zadań ofensywnych. Zyskał reputację jednego z najpopularniejszych oficerów armii syryjskiej, jako że odnoszone przez niego sukcesy nastąpiły po okresie jej kolejnych klęsk, media nazywały go „ulubionym oficerem Baszara al-Asada”.
Następnie dowodził sformowanymi przez siebie „Siłami Tygrysa” i brał udział w bitwie o Aleppo, kierując operacjami, po których wojsko syryjskie odzyskało kontrolę nad dzielnicą przemysłową Aleppo i budynkiem miejskiego więzienia. Końcem sierpnia 2014 wraz z oddziałem opuścił Aleppo, by wspomóc obronę chrześcijańskiej Mahardy na froncie w regionie Hamy. Po skutecznej obronie Mahardy „Siły Tygrysa” przeszły do kontrataku i we wrześniu odbiły pobliskie miasto Halfaja. W listopadzie 2014 „Siły Tygrysa” zwyciężyły w bitwie o złoża gazu Asz-Szaar w okolicach Himsu, wypierając z tego obszaru Państwo Islamskie (ISIS). Doraźnie Hasanowi powierzano też kontrolę nad innymi jednostkami syryjskiej armii biorącymi udział w poszczególnych operacjach u boku brygady „tygrysów”.
W kwietniu 2015 oddziały pułkownika Hasana przybyły do miejscowości Ariha w muhafazie Idlibu, aby przeciwdziałać ofensywie islamistów w tym regionie. 7 sierpnia 2015 został ranny odłamkiem pocisku w czasie gdy wizytował żołnierzy w dolinie Al-Ghaab. Następnie jesienią dowodził operacją odblokowania lotniska wojskowego Kuwajris w okolicach Aleppo, za co odebrał osobiste podziękowania od prezydenta. 15 grudnia 2015 otrzymał awans na generała-majora, po tym jak wcześniej odmówił przyjęcia stopnia generała brygady, lecz oficjalnie przyjął awans dopiero rok później. Po rozpoczęciu rosyjskiej interwencji w Syrii brygada Hasana zostały doposażone w pododdział czołgów T-90, a on sam otrzymał osobistą ochronę w postaci kilku rosyjskich komandosów.
W marcu 2016 dowodził w II bitwie o Palmyrę, wyzwalając to starożytne miasto spod rządów ISIS. W lutym 2017 roku Siły Tygrysa uczestniczyły w ofensywie na Al-Bab na wschód od Aleppo. W sierpniu i wrześniu Hasan dowodził kolejną ofensywą, którą udało się zakończyć trzyletnie oblężenie przez ISIS miasta Dajr az-Zaur we wschodniej części kraju.
Na przełomie 2019 i 2020 roku generał Hasan dowodził ofensywą w Idlibie.